# 梁晓婧
梁晓婧（1968年—），江西吉安人，汉族，中华人民共和国政治人物、全国人民代表大会解放军代表，现任信息工程大学政治委员。
毕业于第二炮兵指挥学院作战指挥专业。加入中国共产党。担任第二炮兵通信总站站长。2008年起担任全国人大代表。2013年，担任全国人大代表。